# Jameson Parker
Francis Jameson Parker Jr. (* 18. November 1947 in Baltimore) ist ein US-amerikanischer Schauspieler, der vor allem durch die 1980er-Jahre-Serie Simon & Simon bekannt wurde.

## Karriere
Als Sohn eines Diplomaten hielt Parker sich in seiner Jugend einige Zeit im deutschen Bad Godesberg auf. Parker studierte Theater in Beloit, Wisconsin. 1972 zog er nach New York City, wo er mit Werbeaufnahmen und Off-Broadway-Produktionen Geld verdiente. 
Mitte der 1970er-Jahre kam er zu ersten Fernsehrollen und wurde dem amerikanischen Fernsehpublikum erstmals durch eine feste Rolle als Brad Vernon in der Seifenoper Liebe, Lüge, Leidenschaft bekannt, die er über einen Zeitraum von zwei Jahren spielte. Sein Kinodebüt gab er 1979 in der Verfilmung des Romans Die Glasglocke. Seine vermutlich bekannteste Rolle spielte er von 1981 bis 1989 als Privatdetektiv A.J. Simon in der erfolgreichen Serie Simon & Simon. Zwar wirkte er gelegentlich an Kinofilmen wie Samuel Fullers Der weiße Hund von Beverly Hills (1982) oder John Carpenters Die Fürsten der Dunkelheit (1987) mit, doch hauptsächlich blieb er Fernsehdarsteller. In den 1990er-Jahren war er Hauptdarsteller mehrerer Fernsehfilme und wirkte an bekannten Serien wie Mord ist ihr Hobby als Gaststar mit.
Am 1. Oktober 1992 wurde Parker während eines Streits von einem Nachbarn angeschossen, der später hierfür zu neun Jahren Haft verurteilt wurde. In der Folge hatte er lange Zeit mit Depressionen zu kämpfen, wie er in seiner 2003 erschienenen Autobiografie An Accidental Cowboy schrieb. Seit dieser Autobiografie hat Parker weitere Bücher verfasst sowie als Autor Artikel für verschiedene Magazine verfasst. Aus dem Schauspielgeschäft hat er sich hingegen seit 2004 zurückgezogen, zuletzt spielte er in vier Folgen der Serie JAG – Im Auftrag der Ehre.
Parker hat zwei Söhne und zwei Töchter aus zwei früheren Ehen. Seit 1992 ist er in dritter Ehe mit der Schauspielerin Darleen Carr verheiratet.

## Filmografie (Auswahl)
- 1975: Crossfire (Fernsehfilm)
- 1976: Somerset (Fernsehserie, 2 Folgen)
- 1976–1978: Liebe, Lüge, Leidenschaft (One Life to Live, Fernsehserie, 115 Folgen)
- 1979: The Bell Jar
- 1980: Unter guten Freunden (A Small Circle of Friends)
- 1980: Eine amerikanische Familie (Family, Fernsehserie, Folge 5x03)
- 1980: Hart aber herzlich (Hart to Hart, Fernsehserie, Folge 1x13 Mit Degen und Revolver)
- 1981: Das Schicksal kennt kein Erbarmen (Callie & Son, Fernsehfilm)
- 1981–1989: Simon & Simon (Fernsehserie, 156 Folgen)
- 1982: Bret Maverick (Fernsehserie, 2 Folgen)
- 1982: Der weiße Hund von Beverly Hills (White Dog)
- 1982: Magnum (Magnum, P.I., Fernsehserie, Folge 3x02 Die Rache des Giftgottes)
- 1983: Agatha Christie: Das Mörderfoto (A Caribbean Mystery)
- 1983: Computer Kids (Whiz Kids, Fernsehserie, Folge 1x03)
- 1986: Schakale der Nacht (American Justice)
- 1986: Wer ist meine Frau (Who Is Julia?, Fernsehfilm)
- 1987: Die Fürsten der Dunkelheit (Prince of Darkness)
- 1989: Grabenkämpfe (Spy, Fernsehfilm)
- 1991: Major Dad (Fernsehserie, Folge 2x21 Pollys Entscheidung)
- 1991: Die Zerreissprobe (She Says She's Innocent, Fernsehfilm)
- 1991: Mord ist ihr Hobby (Murder, She Wrote, Fernsehserie, Folge 153 Die Jagd nach dem Manuskript & Folge 161 Polo, Frauen, Gaunereien)
- 1992–1993: Die Legende von Prinz Eisenherz (The Legend of Prince Valiant, Fernsehserie, 5 Folgen, Sprechrolle)
- 1993: Bis dass der Tod euch scheidet (Dead Before Dawn, Fernsehfilm)
- 1995: Simon & Simon: In Trouble Again (Fernsehfilm)
- 1996: Verschleppt – Laß meinen Sohn nicht sterben! (Have You Seen My Son, Fernsehfilm)
- 1996: Ein tödlicher Coup (Dead Man’s Island, Fernsehfilm)
- 1996: Walker, Texas Ranger (Fernsehserie, Folge 5x04 Selbstjustiz)
- 1997: Drei Bräute auf Hochtouren (Something Borrowed, Something Blue, Fernsehfilm)
- 1997: Ein Wink des Himmels (Promised Land, Fernsehserie, Folge 2x07)
- 2003–2004: JAG – Im Auftrag der Ehre (JAG, Fernsehserie, 4 Folgen)

## Werke
- Jameson Parker (Hrsg.): To Absent Friends: A Collection of Stories of the Dogs We Miss. Willow Creek Press, Minocqua 2003, ISBN 1-57223-706-6
- Jameson Parker: An Accidental Cowboy. Thomas Dunne Books, New York 2003, ISBN 0-312-31024-2